# Роминь (комуна)
Роминь, Ромині (рум. Români) — комуна у повіті Нямц в Румунії. До складу комуни входять такі села (дані про населення за 2002 рік):
- Гошмань (1103 особи)
- Роминь (1122 особи)
- Сіліштя (2441 особа)

Комуна розташована на відстані 265 км на північ від Бухареста, 28 км на південний схід від П'ятра-Нямца, 79 км на південний захід від Ясс.

## Населення
За даними перепису населення 2002 року у комуні проживали 4666 осіб, усі — румуни. Усі жителі комуни рідною мовою назвали румунську.
Склад населення комуни за віросповіданням:
| Релігія       | Кількість осіб | Відсоток |
| ------------- | -------------- | -------- |
| православні   | 4662           | 99,9%    |
| римо-католики | 4              | 0,1%     |